# Ctenognophos aimylusaria
Ctenognophos aimylusaria är en fjärilsart som beskrevs av Walker 1860. Ctenognophos aimylusaria ingår i släktet Ctenognophos och familjen mätare. Inga underarter finns listade i Catalogue of Life.